# Barbi Twins

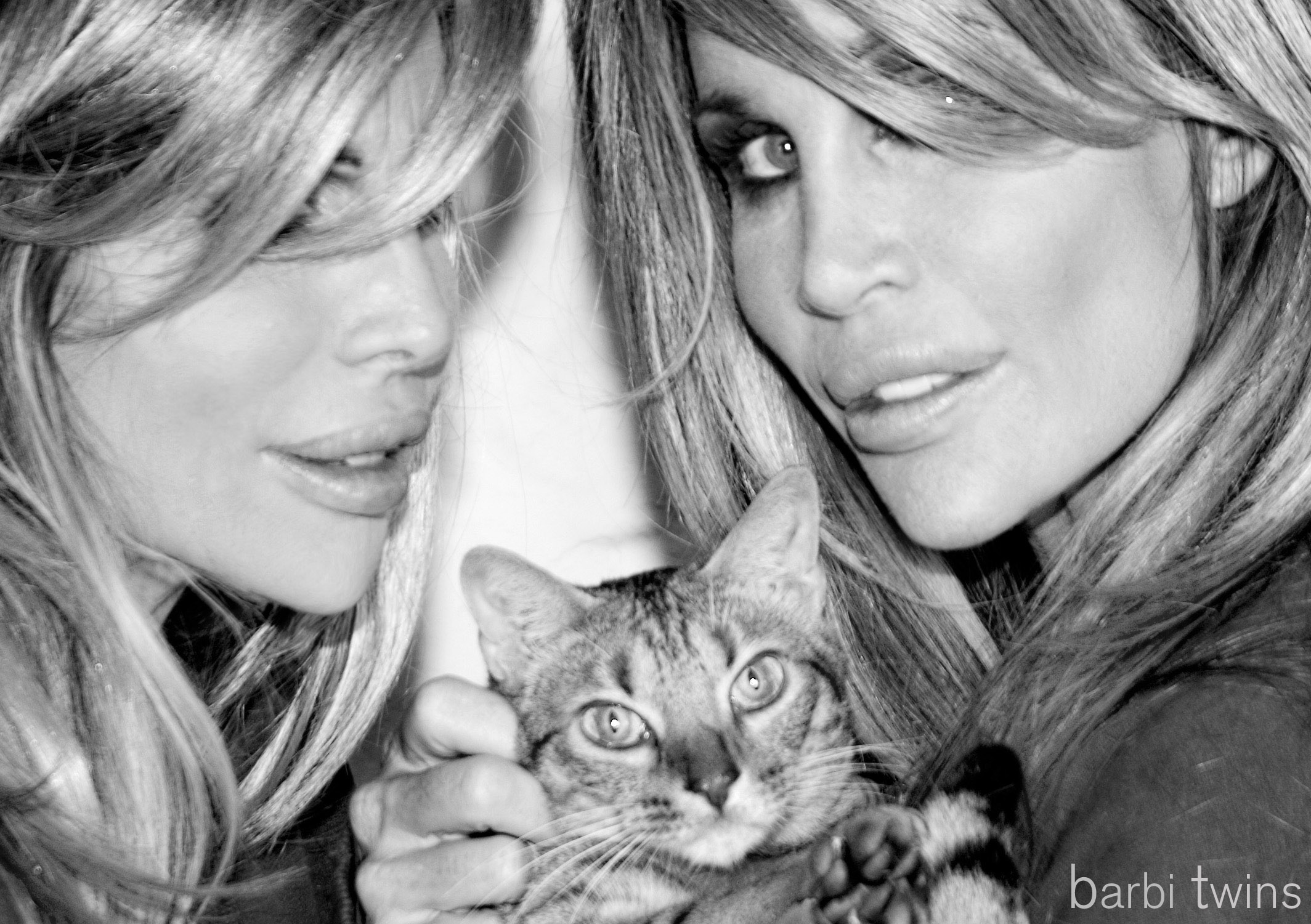
Barbi Twins

Barbi Twins ist der Künstlername zweier Fotomodelle, die als eineiige Zwillinge als Foto- und Erotikmodelle bekannt wurden.
Shane und Sia Barbi (* 2. April 1963 in San Diego, Kalifornien) erhielten nach der Trennung der Eltern den Geburtsnamen der Mutter, Barbi. Schon mit sieben Jahren arbeiteten sie als Kinder-Fotomodelle für einen Sears-Katalog, später für Erotikmagazine und Kataloge aller Art. Mehrfach posierten sie für den Playboy-Titel. Darüber hinaus traten sie in Fernsehserien und Filmen in den USA auf. Beide litten zeitweise unter Bulimie. Shane heiratete 1997 den Schauspieler Ken Wahl. Seit dem Ende ihrer Model-Karriere engagieren sich die Zwillinge verstärkt im Tierschutz.